# إيففا أتلينغ
إيففا كاتارينا أتلينغ (من مواليد 18 فبراير 1952 في ستوكهولم) هي صائغة فضة ومُصممة مجوهرات.

## النشأة
في أوائل الثمانينات، كانت في فرقة "X Models" وأطلقت أغنية Två av oss («اثنان منا»). 
عملت نموذجًا احترافيًا لمدة اثني عشر عامًا بعد أن شاهدتها إيلين فورد.كما لوحظت لكونها واحدة من أفضل راقصي الديسكو المحترفين في السويد.

## صائغة فضة ومصممة مجوهرات
تم تصميمها خصيصًا من أجل Levi's و H & M ، وفي منتصف التسعينات، بدأت خط المجوهرات الخاص بها. كانت مادونا سابينز أرتدت قلادة لها في عام 1999، ومن المعروف أيضا أن ميريل ستريب ترتدي مجوهراتها.
لديها متاجر في السويد والنرويج وفنلندا ونيويورك. وبلغت قيمة المبيعات المتوقعة لشركتها 100 مليون كرونة سويدية في عام 2011. 

## الحياة الشخصية
تزوجت أتلينغ من مغني البوب / الكاتبنيكلاس سترومستيدت، ولديها طفلين، من عام 1985 إلى عام 1995. دخلت في اتحاد مدني مع مغنية البوب السويدية إيفا دهلجرن في عام 1996. تزوجوا في عام 2009 بعد أن أصدرت السويد قانون الزواج المزدوج بين الجنسين.

## روابط خارجية
- إيففا أتلينغ على موقع IMDb (الإنجليزية)
- إيففا أتلينغ على موقع ميوزك برينز (الإنجليزية)
- إيففا أتلينغ على موقع قاعدة بيانات الأفلام السويدية (السويدية)
- إيففا أتلينغ على موقع ديسكوغز (الإنجليزية)